# Alan Santos da Silva
Alan Santos da Silva, genannt Alan Santos (* 24. April 1991 in Salvador), ist ein brasilianischer Fußballspieler. Der spielstarke Fuß des defensiven Mittelfeldspielers ist der Rechte.

## Karriere
Alan Santos begann seine Laufbahn u. a. im Nachwuchsbereich des FC Santos. Mit diesem bestritt er am 30. August 2009 sein erstes Spiel als Profi. In der Série A wurde er nach der Halbzeitpause an gegen den Fluminense Rio de Janeiro eingewechselt. Weitere Einsätze erfolgten zunächst nicht. In 2011 trat er in einem Spiel für den Paulista FC, wo er sich auf Leihbasis aufhielt, beim Copa do Brasil an. Erst in der 2012 lief der Spieler wieder für Santos in der Série A auf. Anfang 2015 wechselte Alan Santos zum Coritiba FC. Im Dezember 2017 wurde bekannt, dass Alan Santos an UANL Tigres nach Mexiko verkauft wird. Der Klub lieh den Spieler zunächst für ein halbes Jahr an den CD Veracruz aus. Sein erstes Spiel in der obersten mexikanischen Spielklasse, der Liga MX, bestritt Santos am 15. Januar 2018. Im Heimspiel gegen den CF Monterrey stand er in der Startelf.
Ende Juni 2018 wurde ein weiteres Leihgeschäft bekannt, Alan Santos ging für ein Jahr in die VAE zu Al-Ittihad. Ohne Einsätze kehrte Alan Santos bereits im Dezember 2018 nach Brasilien zurück. Er kam als Leihgabe für ein Jahr nach Rio de Janeiro zum Botafogo FR. Nach Ablauf der Leihe wechselte Santos für 2020 fest zu Chapecoense. Nachdem er mit dem Klub Ende Januar 2021 die Meisterschaft 2020 in der Série B gewinnen konnte, wurde sein Vertrag Anfang Februar verlängert.
Zur Saison 2022 wechselte Alan Santos für ein Jahr zum EC Vitória. Nachdem der Spieler keine Vertragsverlängerung erhalten hatte, unterzeichnete er für 2023 beim Guarani FC. In der Folge tingelte er weiter durch unterklassige Klubs seiner Heimat.

## Erfolge
Chapecoense
- Staatsmeisterschaft von Santa Catarina: 2020
- Série B: 2020